# Werner Reutter
Werner Reutter (* 5. Februar 1937 in Hornberg; † 28. Mai 2016 ebenda) war ein deutscher Mediziner und Molekularbiologe. Er war Professor am Institut für Molekularbiologie und Biochemie der Freien Universität Berlin.

## Leben
Werner Reutter studierte von 1956 bis 1962 an den Universitäten Freiburg und München Humanmedizin und Physik. Er promovierte 1960 bis 1962 am Institut für Pharmakologie der Universität Freiburg und legte 1962 das medizinische Staatsexamen ab. Von 1962 bis 1963 war er Medizinalassistent bei Ludwig Heilmeyer an der Medizinischen Universitätsklinik Freiburg sowie im Kreiskrankenhaus Landshut. Im Jahr 1964 folgte die Promotion und seine Approbation als Arzt. Von 1964 bis 1967 arbeitete er als wissenschaftlicher Mitarbeiter am Biochemischen Institut der Universität Freiburg und von 1968 bis 1972 war er dort wissenschaftlicher Assistent. 1972 folgte die Habilitation und Venia legendi für das Fach Biochemie und Pathobiochemie. Von 1972 bis 1977 war er Oberassistent am Biochemischen Institut der Universität Freiburg. Anschließend war er dort außerplanmäßiger Professor (AH 1).
Im Jahr 1979 wurde er C4-Professor am Institut für Molekularbiologie und Biochemie der Freien Universität Berlin.

## Werk
Zu seinen Forschungsschwerpunkten gehört die Glykomik, insbesondere Forschung zu Sialinsäuren. Er entdeckte zusammen mit D. Keppler, R. Lesch and K. Decker die Galaktosamin-Hepatitis. Er führte Untersuchungen zum Schlüsselenzym der Sialinsäure-Biosynthese durch und untersuchte Prozesse membranlokalisierter Glycoproteine. Er trug zur Entwicklung neuer glykosidierter Phospholipide bei, die das Zellwachstum hemmen, und untersuchte Galactose als Nahrungsergänzungsmittel zur Hemmung der Alzheimer-Krankheit und anderer Formen von Demenz.
Reutter arbeitete an einer Studie mit, in der die Prozesse der Verstoffwechselung von Galactose untersucht wurden. Die Studie zeigte auf, wie bei der Umwandlung zu Aminosäuren, wie sie im Gehirn stattfindet, das Zellgift Ammoniak abgebaut wird. Da Ammoniak insbesondere bei der Alzheimer-Krankheit problematisch ist, trägt dieser Prozess zur Entgiftung der Zelle bei. Auch Studien des Ernährungswissenschaftlers Andreas Hahn deuteten auf eine mögliche Wirkung von Galactose bei kognitiven Störungen hin.
Weitere Forschungen Reutters sollen die Wirkung von Galactose auf Demenz-Betroffene, insbesondere Alzheimer-Patienten, genauer untersuchen.
Er wurde mehrfach ausgezeichnet, u. a. 2012 mit dem Rosalind Kornfeld Award.

## Veröffentlichungen (Auswahl)
- Martin Roser, Djuro Josic, Maria Kontou, Kurt Mosetter, Peter Maurer, Werner Reutter: Metabolism of galactose in the brain and liver of rats and its conversion into glutamate and other amino acids. J. Neural Transm. (2009) 116, S. 131–139, doi:10.1007/s00702-008-0166-9.
- Maria Kontou, Christian Bauer, Werner Reutter, Rüdiger Horstkorte: Sialic acid metabolism is involved in th regulation of gene expression during neuronal differentiation of PC12 cells. Glycoconjugate Journal, Band 25, Nr. 3, S. 237–244, doi:10.1007/s10719-008-9104-1.
- Werner Reutter, Rüdiger Horstkorte: Inhibition of Biosynthesis and Biochemical Modulation of N-Acylneuraminic Acid (Biochemical Engineering of Sialoconjugates). A Review. In: Collection of Czechoslovak Chemical Communications, Band 69, Nr. 10, S. 1829–1842 (Abstract)
- Oliver T. Keppler, Stephan Hinderlich, Josmar Langner, Reinhard Schwartz-Albiez, Werner Reutter, Michael Pawlita: UDP-GlcNAc 2-Epimerase: A Regulator of Cell Surface Sialylation. Science 21. Mai 1999, Band 284, Nr. 5418, S. 1372–1376, doi:10.1126/science.284.5418.1372.
- Michael Mickeleit, Thomas Wieder, Michael Arnold, Christoph C. Geilen, Johann Mulzer, Werner Reutter: Ein Glucose-haltiges Etherlipid (Glc-PAF) als antiproliferatives Analogon zum Plättchen-aktivierenden Faktor. In: Angewandte Chemie. 110, 1998, S. 371, doi:10.1002/(SICI)1521-3757(19980202)110:3%3C371::AID-ANGE371%3E3.0.CO;2-V.
- W. Reutter, D. Keppler, R. Lesch, K. Decker: Zum Glykoproteidstoffwechsel bei der Galaktosamin-induzierten Hepatitis.
- K. Decker, D. Keppler, W. Reutter: Galaktosamin-Hepatitis: Molekularer Mechanismus einer experimentellen Erkrankung. BIOspektrum 5, S. 46–52 (1995)
- P. J. Grases, R. Lesch, U. Stein, H. Heissmeyer, W. Reutter: Aggravating and Protecting Effects of Triton and Prednisolone in Galactosamine Induced Hepatitis (PDF; 1,2 MB), Z. Klin. Chem. Klin. Biochem. 10. Jg. 1972, S. 539–542.
- W. Reutter, R. Lesch, D. Keppler, K. Decker, Naturwiss. 55, S. 497 (1968)
- D. Keppler, R. Lesch, W. Reutter, K. Decker, Exp. Molec. Pathol. 9, S. 279–290 (1968)